# Calle Macasta
La calle Macasta es una vía pública de la ciudad española de Sevilla.

## Descripción
La vía discurre desde el callejón Ruiz de Gijón hasta la calle San Julián. Aparece descrita en la Noticia histórica del origen de los nombres de las calles de esta ciudad de Sevilla (1839) de Félix González de León con las siguientes palabras:

Calle Macasta. Está en el cuartel D. y en las parroquias de santa Marina y san Julian. Este nombre es griego que no sé de que lo tomaria la calle. Nada tiene de particular. Es angosta y larga, toma dos ó tres vueltas desde la calle Real, hasta la de san Hermenegildo.
(González de León, 1839, p. 351)